# キャメロン・スミス (ゴルファー)
キャメロン・スミス（1993年8月18日- ）は、オーストラリアのプロゴルファー。2013年の全豪アマで優勝。プロ初優勝は2017年のオーストラリアPGA選手権。ただし同年のチューリッヒ・クラシック・オブ・ニューオリンズ（チーム戦）で優勝したことがある。2022年ザ・プレーヤーズ選手権、全英オープン優勝。

## 来歴
スミスはブリスベン出身。アマ時代に全豪ジュニア・全豪アマを制し2013年プロ入り。
2017年のチューリッヒ・クラシックでヨナス・ブリクストとのコンビを組みプロ初優勝。
2020年11月のマスターズでは史上初の4日間全て60台をマークしたもののダスティン・ジョンソンの2位に終わる。霞ヶ関カンツリー倶楽部で開催された2020年東京オリンピック（2021年延期）ではオーストラリア代表として出場。10位に終わる。
2022年のセントリー・トーナメント・オブ・チャンピオンズで34アンダーのツアー新記録で圧勝。3月のザ・プレーヤーズ選手権では13アンダーをマークし優勝。7月にセント・アンドリュース オールドコースでの全英オープンでは最終日に64の猛攻で268ストローク通算20アンダーでチャンピオン・ゴルファー・オブ・ザ・イヤーに輝く。
LIVゴルフではRipper GCの一員として2024年チーム戦で優勝。